# Destutia modica
Destutia modica là một loài bướm đêm trong họ Geometridae.